# Антанаклаза
Антанакла́за, антанакласис (дав.-гр. ἀντανάκλασις — «відбиття, луна»; «використання слова у зміненому значенні») — стилістична фігура, яка полягає в повторенні того самого слова у різних значеннях, або вживанні омонімів чи омонімічних форм різних слів, наприклад: 
На гору вилізши, звелів собі: Гори!

І злізти вже не міг до ближніх із гори.— Б. Кравців

Повторюватися може не лише слово, а й фраза, але кожного разу з іншим значенням.
Синоніми: дистинкція (лат. distinctio — «розрізнення, відмітна ознака»), діафора (дав.-гр. διαφορά — «різниця, відмінність»).

## Особливості
Антанаклазу можна також визначити як каламбур, виражений синтагматично, на відміну від власне каламбура, що є парадигматично вираженою структурою.
Антанаклаза має спільні риси з метафорою: метафора базується на двозначності, порушенні мовної норми, правил коду та ізотопії (недвозначності); в антанаклазі має місце половинчатий процес — правила лексичного коду дотримуються, але ізотопія відсутня.

## Використання
Антанаклаза вживається для створення каламбуру, двозначних висловів, омонімічних — так званих каламбурних чи тавтологічних — рим. В антанаклазі може використовуватися повторення того самого слова в тій самій граматичній формі, але при цьому вживатися різні смислові відтінки і лексичні значення цього слова, так само можуть використовуватися омоніми, омоформи чи омофони (але не омографи).

## Приклади в українській мові

### У народній творчості
Прислів'я і приказки:
Ах ті діти, де ж їх діти?
Три разів три — дірка буде.
Погана та мати, що не хоче дитя мати.
Скоромовки:
Семен сіно віз — не довіз: лишив сани — узяв віз.
По́ля поле поливає, поле й переполює.

### У літературі
Омоніми: 
Грицю вже не до коси:  

Виплив човен з-за коси,

В нім русявих дві коси.

Батько сердиться: «Коси!

В човна очі не коси!»— О. Різників

Омоформи: 
Думи мої, думи мої, квіти мої, діти!

Виростав вас, доглядав вас, — 

Де ж мені вас діти?— Т. Шевченко

Як зустріну Лізу —

Цілуватись лізу.— О. Різників

У селі Суха Ліщина

Баба є Капітоліна.

Звуть її тут просто Капа,

Самогон у баби капа.— М. Карпов

Лукаш (простягаючи руки до неї)

Ой скажи, дай пораду, 

як прожити без долі! 

Доля (показує на землю в нього під ногами)

Як одрізана гілка, 

що валяється долі!— Леся Українка «Лісова пісня»

Звірят за списком став звіряти —

Немає одного звіряти.— О. Різників

Омонім разом з омоформою: 
Повз хату, повз тин і повз клуб

Чорнющого диму повз клуб.— О. Різників

Омофони:
У стоніжок

По сто

Ніжок.

Всі сто

Милися,

Всі стомилися.— Г. Бойко

## Приклади в інших мовах
Через те, що полісемія та омонімія є мовними універсаліями, антанаклаза поширена в багатьох мовах. Наприклад, до антанаклази можна віднести відомий латинський вислів:
лат. Arbor mala, māla mala ‘Погане дерево — погані плоди’ (букв. яблука)
Відомий парадокс Паскаля побудовано на антанаклазі (французькі омофони raison-raisons):
фр. Le coeur a ses raisons' que la raison ne connait pas. ‘Серце має свої резони, не підвладні розуму’.— Блез Паскаль

Використання прямого і переносного значень слова «вовк» («воўк» білоруською):
Што ў змроку нас чакае?

Ваўкоў галодных зграя?

Варожая засада —

ваўкоў двуногіх раць?

Переклад: «Що в мороці нас чекає? Вовків голодних зграя? Ворожа засада — вовків двоногих рать?»— Анатолій Вертинський

## Нагромадження омонімів
Іноді велика кількість омонімів чи різних значень сло́ва навмисно використовується в одній фразі, це може утруднити розуміння смислу висловлювання, але поряд з цим може:
1. створювати комічний ефект,
2. являти собою демонстрацію лексико-семантичних можливостей мови,
3. використовуватися у навчальних цілях.

Наприклад:
Я всячину маю, лиш маю не маю 

І з маю не маю зеленого маю,

Хоч в маю я маю усього без маю.— Романенчук Б.

В цьому прикладі «маю» це омоформи наступних слів:
1) дієслова мати;
2) іменника май — діалектне «клечання, зелень»;
3) іменника май — розмовне рідко «те саме, що травень»;
4) без маю ‘безліч’.
Косий з косою косою косою косою косив.
Значення: «Косоокий з навскісною чуприною кривою косою косив».
Відомим прикладом цього явища є вірш китайського лінгвіста Чжао Юаньженя «Ши Ши ши ши ши», усі 92 склади якого читаються як ші з різним тоном, або англійське речення «James while John had had had had had had had had had had had a better effect on the teacher», яке демонструє лексичну неоднозначність та необхідність використання розділових знаків.

## Інші значення терміна
Іноді антаноклазою також називають композиційний прийом повернення з розділенням — поєднання понять, які «розгортаються у паралельних конструкціях», наприклад:
Вихований на ліберально-естетичній літературі 40-х років (особливо на Ж. Санд, Бєлінському, Тургенєві), я в першій юності був у той самий час і романтик, і майже нігіліст. Романтику подобалася війна; нігілісту було гидко від військових.— Леонтьєв К. Н.